# Uffington, Lincolnshire
Uffington är en ort och civil parish i Storbritannien.   Den ligger i grevskapet Lincolnshire och riksdelen England, i den sydöstra delen av landet, 130 km norr om huvudstaden London. Uffington ligger 41 meter över havet och antalet invånare är 676.
Terrängen runt Uffington är platt. Runt Uffington är det tätbefolkat, med 427 invånare per kvadratkilometer. Närmaste större samhälle är Peterborough, 15,5 km sydost om Uffington. Trakten runt Uffington består till största delen av jordbruksmark.